# Žuljana

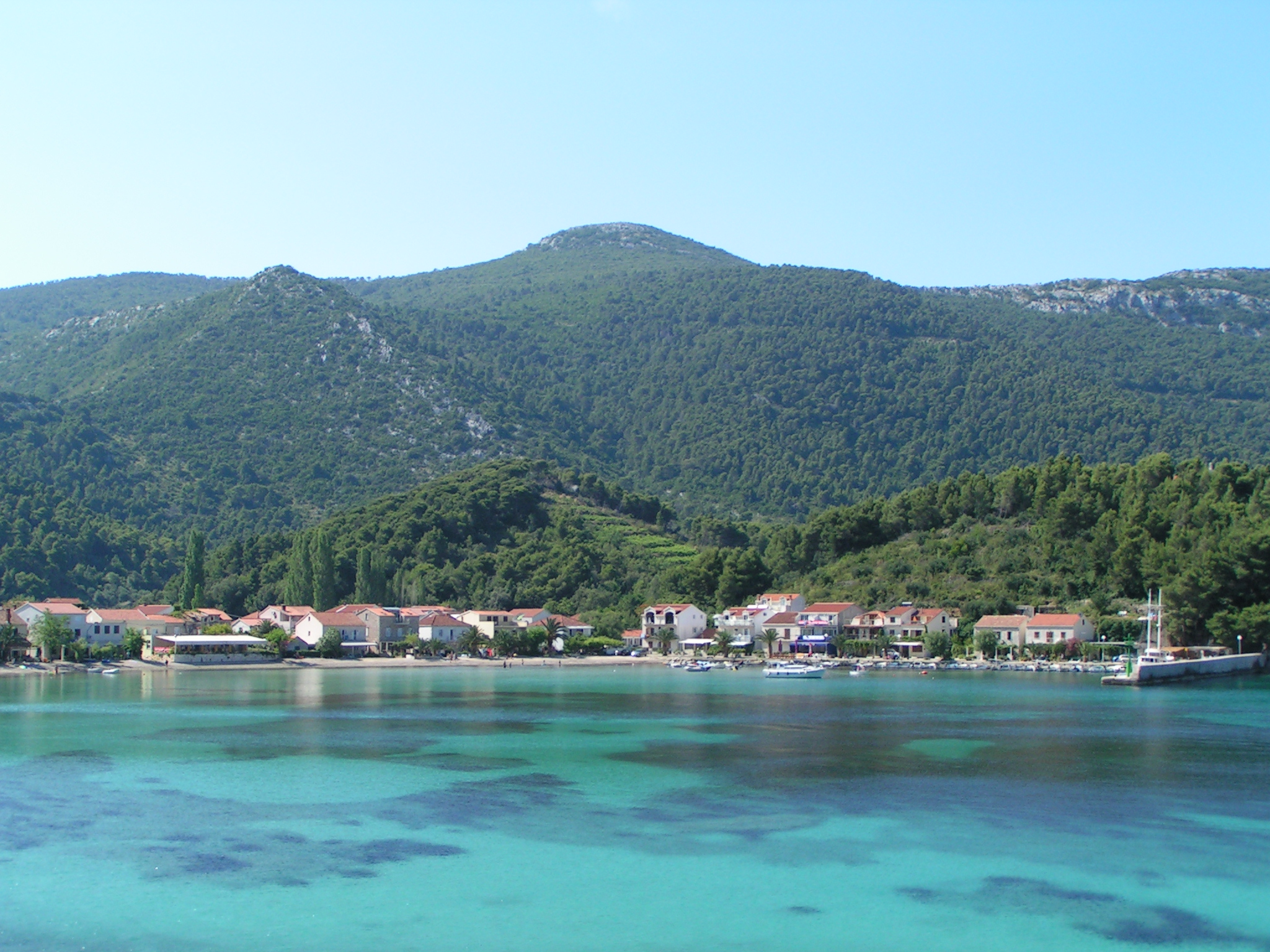
Blick auf Žuljana

Žuljana [ˈʒuʎana] ist ein Ort an der Südseite der kroatischen Halbinsel Pelješac in der Gespanschaft Dubrovnik-Neretva (Süddalmatien), an der Bucht von Žuljana, die durch eine Steinmole begrenzt ist. Verwaltungsmäßig gehört Žuljana zur Općina Ston. In der Nähe des Dorfes liegen die Orte Janjina, Dubrava und Trstenik.
Ursprünglich bestand das Dorf aus drei Teilen. Das waren die zwei heute nicht mehr bewohnten Siedlungen im Wald (Stara Žuljana, kroat. für „Altes Žuljana“) und die heutige Dorfmitte am Strand. Alle drei Siedlungen wurden am Ende des 18. Jahrhunderts gegründet. Später wurde noch das wenig beliebte Viertel im Landesinneren gegründet. Die Bevölkerungszahl beträgt ca. 200.
Das Dorf verfügt über ein Tourismusbüro, ein Postamt, zwei katholische Kirchen, drei Gaststätten, zwei Diskotheken, ein Lebensmittelgeschäft und zwei Basen für Sporttaucher.
In der Sommersaison sind mehr als die Hälfte der dort lebenden Menschen Touristen, die in Privatunterkünften oder auf Campingplätzen untergebracht sind.
| Bevölkerungsentwicklung | Bevölkerungsentwicklung | Bevölkerungsentwicklung | Bevölkerungsentwicklung | Bevölkerungsentwicklung | Bevölkerungsentwicklung | Bevölkerungsentwicklung | Bevölkerungsentwicklung | Bevölkerungsentwicklung | Bevölkerungsentwicklung | Bevölkerungsentwicklung | Bevölkerungsentwicklung | Bevölkerungsentwicklung | Bevölkerungsentwicklung | Bevölkerungsentwicklung | Bevölkerungsentwicklung | Bevölkerungsentwicklung |
| ----------------------- | ----------------------- | ----------------------- | ----------------------- | ----------------------- | ----------------------- | ----------------------- | ----------------------- | ----------------------- | ----------------------- | ----------------------- | ----------------------- | ----------------------- | ----------------------- | ----------------------- | ----------------------- | ----------------------- |
| Jahr                    | 1857                    | 1869                    | 1880                    | 1890                    | 1900                    | 1910                    | 1921                    | 1931                    | 1948                    | 1953                    | 1961                    | 1971                    | 1981                    | 1991                    | 2001                    | 2011                    |
| Einwohner               | 282                     | 258                     | 231                     | 236                     | 271                     | 246                     | 246                     | 273                     | 236                     | 223                     | 192                     | 193                     | 181                     | 206                     | 218                     | 236                     |

## Nachweise
1. ↑  Statistisches Büro Kroatiens
2. ↑  - Republika Hrvatska - Državni zavod za statistiku: Naselja i stanovništvo Republike Hrvatske 1857.-2001.